# الاحتلال الياباني لهونغ كونغ

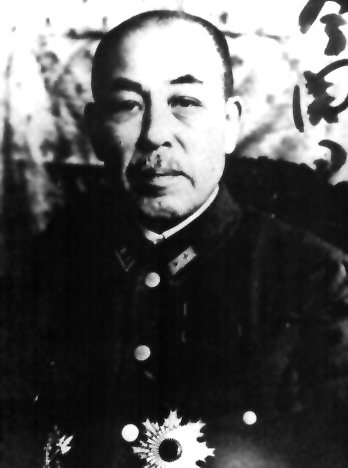
إسوغاي رينوسكه

بدأ الاحتلال الياباني لهونغ كونغ (香港日治時期) أثناء الحرب العالمية الثانية بعد أن استسلمت منطقة هونغ كونغ بأمر من حاكم هونغ كونغ السير مارك يونغ إلى اليابان في 25 ديسمبر 1941 بعد 18 يوم من قتال عنيف بين قوات الدفاع البريطانية والكندية وقوات الجيش الإمبراطوري الياباني المهاجمة. استمر الاحتلال لمدة ثلاث سنوات وثمانية أشهر، مما ألحق باسم ذلك الاحتلال اسم «ثلاث سنوات وثمانية أشهر» (三年零八個月) من قبل السكان المحليين بعد الحرب.

## الخلفية

### الغزو الإمبراطوري الياباني للصين
خلال الغزو الكامل للجيش الإمبراطوري الياباني للصين في عام 1937، لم تتعرض هونغ كونغ للهجوم كجزء من الإمبراطورية البريطانية. ومع ذلك، فقد تأثر وضعها بالحرب في الصين بسبب قربها من الصين القارية. وفي أوائل مارس عام 1939، أثناء قصف الإمبراطورية اليابانية على شنجن، سقطت بضع قنابل عرضية على أراضي هونغ كونغ، ودمرت جسرًا ومحطة قطار.

### الحرب العالمية الثانية
في عام 1936، وقعت ألمانيا وإمبراطورية اليابان على ميثاق حلف مناهضة الكومنترن (الأممية الشيوعية). وفي عام 1937 انضمت إيطاليا الفاشية إلى الاتفاقية، وشكلوا جوهر ما أصبح يعرف باسم دول المحور.
في خريف عام 1941، كانت ألمانيا النازية قريبة من ذروة قوتها العسكرية. بعد غزو بولندا وسقوط فرنسا، اجتاحت القوات الألمانية الكثير من أوروبا الغربية وكانت تتجه نحو موسكو. كانت الولايات المتحدة محايدة، واقتصرت معارضة ألمانيا النازية على بريطانيا والكومنولث البريطاني والاتحاد السوفيتي.
قدمت الولايات المتحدة دعمًا بسيطًا للصين في حربها ضد الغزو الإمبراطوري الياباني. وفرضت حظرًا على بيع النفط لليابان بعد أن فشلت الأشكال الأقل شدة من العقوبات الاقتصادية في وقف التقدم الياباني. وفي 7 ديسمبر عام 1941 (بتوقيت هونولولو)، دخلت اليابان الحرب العالمية الثانية مع الاحتلال الياباني لمالايا، بالإضافة إلى هجمات أخرى بما في ذلك مهاجمة القاعدة البحرية الأمريكية في بيرل هاربور والفلبين التي تحكمها أمريكا، والغزو الياباني لتايلاند.

### معركة هونغ كونغ
كجزء من حملة المحيط الهادئ العامة، شن اليابانيون هجومًا على هونغ كونغ في صباح يوم 8 ديسمبر عام 1941. حاولت القوات البريطانية والكندية والهندية، بدعم من قوات الدفاع التطوعية في هونغ كونغ، مقاومة اليابانيين الذين يتقدمون بسرعة، لكنهم كان متفوقين عددًا بشكل كبير. بعد السباق في الأراضي الجديدة وكولون، عبرت القوات اليابانية ميناء فيكتوريا في 18 ديسمبر. بعد استمرار القتال العنيف في جزيرة هونغ كونغ في 25 ديسمبر عام 1941، استسلم المسؤولون الاستعماريون البريطانيون برئاسة حاكم هونغ كونغ مارك أيتشيسون يونغ في المقر الياباني. بالنسبة للسكان المحليين، كان ذلك اليوم يُعرف باسم «عيد الميلاد الأسود».
جرى التوقيع على استسلام هونغ كونغ يوم 26 في فندق بينينسيولا. في 20 فبراير عام 1942، أصبح الجنرال رنسوكي إيزوجاي أول حاكم إمبراطوري ياباني لهونغ كونغ. أدى هذا إلى ما يقرب من أربع سنوات من الإدارة الإمبراطورية اليابانية.

## السياسة
طوال فترة الاحتلال الإمبراطوري الياباني، كانت هونغ كونغ تخضع للأحكام العرفية كأرض محتلة. بقيادة الجنرال رينسوكي إيزوجاي، أسس اليابانيون مركزهم الإداري والمقر العسكري في فندق بينينسيولا في كولون. وكانت الحكومة العسكرية تضم الأقسام الإدارية والمدنية والاقتصادية والقضائية والبحرية؛ وسنت قوانين صارمة، ومن خلال المكاتب التنفيذية، مارسوا السلطة على جميع سكان هونغ كونغ. مثلما أنشأوا المجلس النيابي الصيني الدمية والمجلس التعاوني الصيني الذي يتألف من قادة محليين من قادة المجتمع الصيني والأوراسي.
بالإضافة إلى الحاكم مارك يونغ، جرى احتجاز 7000 جندي ومدني بريطاني في معسكرات أسرى الحرب أو الاعتقال، مثل معسكر شام شوي بو للسجناء ومعتقل ستانلي. وانتشرت المجاعة وسوء التغذية والمرض. حدثت حالات خطيرة من سوء التغذية بين السجناء في معتقل ستانلي في عام 1945. علاوة على ذلك، حاصرت الحكومة العسكرية للإمبراطورية اليابانية ميناء فيكتوريا وسيطرت على مستودعات مختلفة في المدينة وحولها.
في أوائل يناير عام 1942، جرى تجنيد أعضاء سابقين في شرطة هونغ كونغ، بمن فيهم الهنود والصينيون، في شرطة محدثة سُميت شرطة كيمبيتاي بزي رسمي جديد. ونفذت الشرطة بشكل روتيني عمليات إعدام في كينغز بارك في كولون باستخدام الصينيين لقطع الرؤوس وإطلاق النار والتمرن على استخدام الحربة. سيطر الدرك الإمبراطوري الياباني على جميع مراكز الشرطة ونظم الشرطة في خمسة أقسام، وهي شرق هونغ كونغ وغرب هونغ كونغ وكولون والأراضي الجديدة وشرطة المياه. وترأس هذه القوة العقيد نوما كينوسوكي. كان المقر الرئيسي يقع في مبنى المحكمة العليا السابق. وكانت الشرطة في هونغ كونغ تحت تنظيم وسيطرة الحكومة الإمبراطورية اليابانية. وجرى توظيف الخبراء والإداريين اليابانيين في الإمبراطورية اليابانية بشكل رئيسي في مكتب الحاكم ومكاتبها المختلفة. وتأسس مجلسان من القادة الصينيين والأوراسيين لإدارة السكان الصينيين.
خضعت هونغ كونغ طوال فترة الاحتلال الياباني لقانون الطوارئ، حيث أسست القيادة اليابانية برئاسة رينوسكه إسوغاي في فندق بينونسولا في كولون. تشكلت الحكومة العسكرية من قسم عسكري ومدني واقتصادي وقضائي وبحري وطبقت القوانين الصارمة للسيطرة على السكان المحليين في هونغ كونغ. تم احتجاز حوالي 7000 جندي بريطاني ومدني كسجناء حرب في معسكرات اعتقال. كما أغلقت القوات اليابانية خليج فيكتوريا وتحكمت بالمخازن.
في بداية 1942، تم توظيف الأعضاء السابقين في شرطة هونغ كونغ من الهنود والصينيين بما يسمى كيمبيتاي بلباس خدمة جديد، وقامت الشرطة بعمليات إعدام بشكل متكرر في حديقة الملك في كولون.

## الاقتصاد

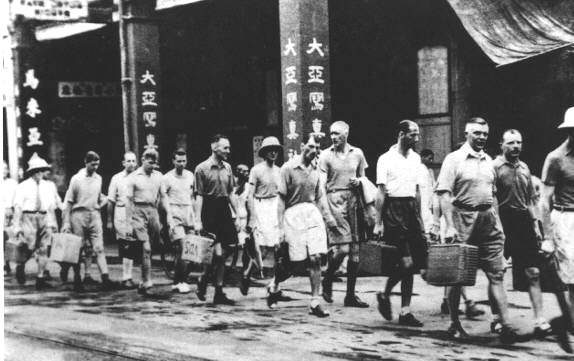
اعتقال موظفي البنوك الأجانب من قبل القوات اليابانية.

تمت السيطرة على جميع الفعاليات الاقتصادية من قبل القوات اليابانية، وتم تملك البنوك المحلية كما منع دولار هونغ كونغ من التداول واستبدل بين الاحتلال الياباني، وتم تثبيت سعر الصرف على 2 دولار هونغ كونغ مقابل 1 ين ياباني في يناير 1942، وأعيد تسعير سعر الصرف إلى 4 دولار مقابل 1 ين في يوليو 1942 ما أدى إلى تدهور وضع السوق المحلي وحدوث تضخم كبير في الأسعار التي تحولت إلى الين.
توقفت المواصلات المحلية بشكل كبير بسبب نقص الوقود وبسبب الغارات الأمريكية على هونغ كونغ. تحول عشرات الآلاف من السكان إلى مشردين، وتم توظيف العديد منهم في بناء السفن.
تم افتتاح بنكين يابانيين هما بنك يوكوهاما وبنك تايوان، حيت استبدلا مكان بنك هونغ كونغ وشانغهاي وبنكين آخرين في إصدار العملة.

## الحياة الاجتماعية

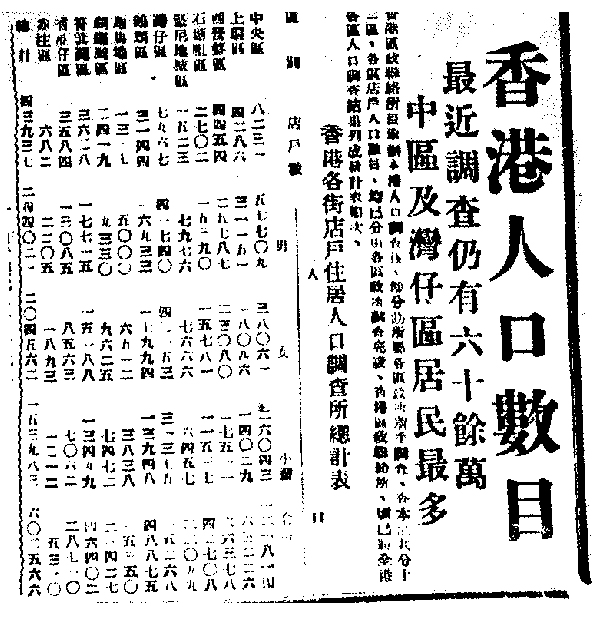
خبر باللغة الصينية عن تراجع عدد سكان هونغ كونغ بسبب الترحيل الإجباري.

فرضت القوات اليابانية سياسة التهجير بسبب نقص الغذاء ولمنع الخسائر أثناء هجوم قوات الحلفاء، حيث تم تهجير العاطلين عن العمل إلى الأراضي الصينية مما أدى إلى تراجع عدد السكان من 1.6 مليون نسمة في 1941 إلى 600 ألف نسمة في عام 1945. تم تحويل العديد من الأماكن لخدمة مصالح الجيش كتحويل بعض المدارس إلى مستشفيات عسكرية، أو مراكز اعتقال. حيث كان هناك بعض المشافي المدنية فقط، ومع نقض الموارد تردت الأوضاع الصحية للسكان المحليين وانتشرت بعض الأمراض وخاصة أمراض نقص التغذية.

## التعليم
حاولت القوات اليابانية السيطرة على عقول سكان هونغ كونغ لإحكام السيطرة على المنطقة من خلال المدارس وبث الدعايات السياسية. حيث تم فرض تدريس اللغة اليابانية، وكان الطلاب الذين يحصلون على علامات متدنية في اللغة اليابانية يتلقون عقاب بدني. كما افتتحت سلطة الاحتلال مراكز لتدريب المعلمين لتدريبهم على اللغة اليابانية لمدة ثلاث أشهر، كما تم تقديم الثقافة اليابانية والقيم اليابانية في أنظمة التعليم، حيث كان الهدف الأول من تقديم الثقافة اليابانية في أنظمة التعليم هو تسهيل إحكام السيطرة على السكان المحليين من خلال كسر صورة الاحتلال الياباني وتحويلها إلى واقع يومي اعتيادي.

## اقرأ أيضا
- الحرب العالمية الثانية
- نساء المتعة